# Adheritus z Ravenny
Svatý Adheritus z Ravenny se narodil v Řecku. Stal se knězem a nástupcem svatého Apolináře z Ravenny. Byl pohřben v benediktinské bazilice Classe v Ravenně.
Jeho svátek se slaví 27. září.